# Ostapkivți, Horodok
Ostapkivți (în ucraineană Остапківці) este localitatea de reședință a comunei Ostapkivți din raionul Horodok, regiunea Hmelnîțkîi, Ucraina.

## Demografie
Componența lingvistică a localității Ostapkivți
     Ucraineană (99,45%)
     Alte limbi (0,55%)
Conform recensământului din 2001, majoritatea populației localității Ostapkivți era vorbitoare de ucraineană (99,45%), existând în minoritate și vorbitori de alte limbi.